# Perfect Looking Glass
Perfect Looking Glass é um sistema de interface de 
janelas pioneiro sobre um motor gráfico 3D, da Sun Microsystems.
Este sistema serviu de base para o XGL da Novell e também serviu de referência para o Quartz Compositor do Mac OS X.